# Gardno (Gryfino)
Pour les articles homonymes, voir Gardno.
Gardno est une localité polonaise de la gmina mixte et du powiat de Gryfino en voïvodie de Poméranie-Occidentale. Elle se situe à environ 20 km au sud de la capitale régionale Szczecin.

## Géographie

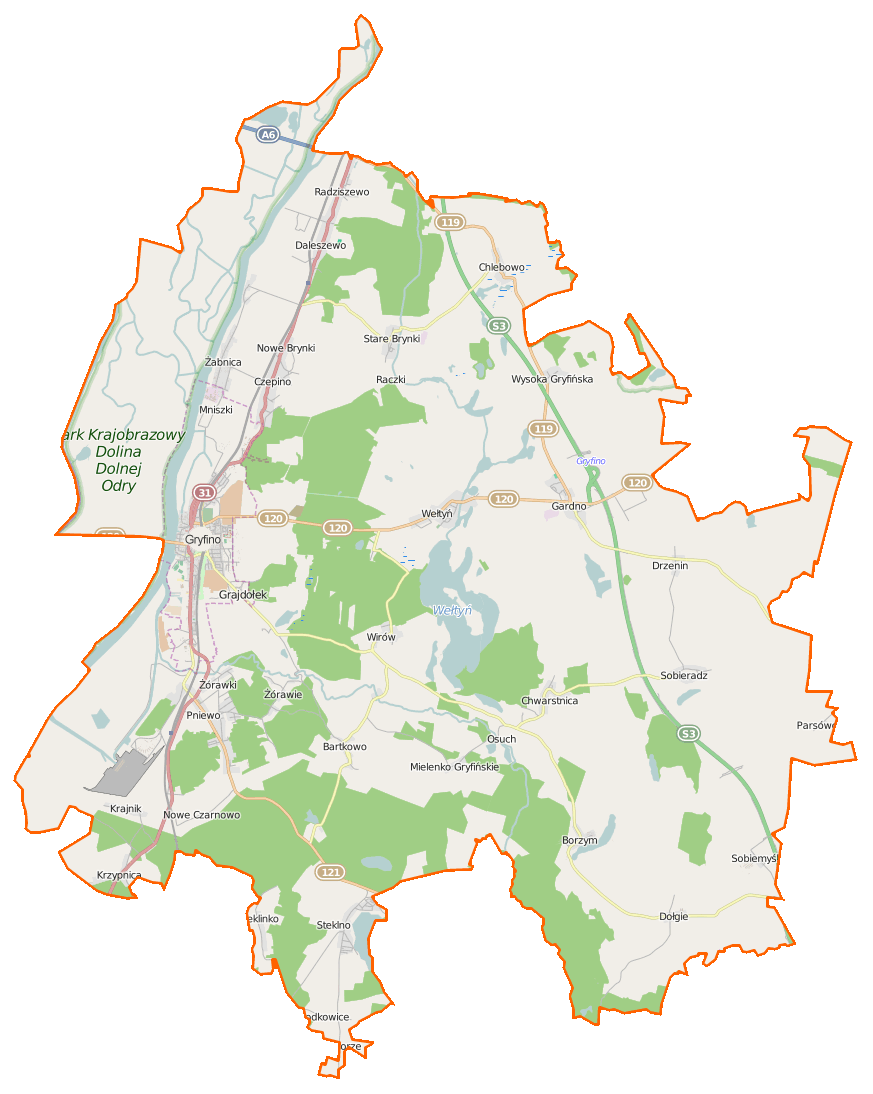
Carte de la gmina de Gryfino.

## Histoire
Jusqu'en 1945, Garden fait partie de l'arrondissement de Greifenhagen dans le district de Stettin de la province prussienne de Poméranie.